# Makoure II
Makoure II est un village du Cameroun situé dans la région du Sud et le département de l'Océan. Faisant partie de la commune de Lokoundjé, il se trouve à 38 km de Kribi sur la route qui relie Kribi à Bipindi.

## Population
En 1966, la population était de 299 habitants. Lors du recensement de 2005, le village comptait 308 habitants dont 159 hommes et 149 femmes, principalement des Fangs.